# Batao
Batao  est un village du Cameroun situé dans le département de Mayo Louti et la Région du Nord. Le village fait partie de l'arrondissement de Figuil. Le village possède un grand marché hebdomadaire où s'échange les produits de l'agriculture, de l'élevage et de l'artisanat et est équipé d'un centre de santé intégré.  